# Auguste Corthay
Pour les articles homonymes, voir Corthay.
Auguste Corthay (Nyon, 26 février 1844 - Meulan, 30 août 1915) est un fabricant de boîtes de conserve, un inventeur, un écrivain technique et un rédacteur spécialiste des conserves de la fin du XIXe et du début du XXe siècle. Il écrit en 1891 un traité, La Conserve alimentaire. Traité pratique de fabrication, et fonde en 1903 un journal éponyme, La Conserve alimentaire : bulletin mensuel de vulgarisation théorique et pratique de fabrication (1903-1914).
Il n’y a pas beaucoup d’éléments sur sa vie : en effet il n’apparaît dans aucun dictionnaire biographique. La plupart des renseignements sur sa vie sont donnés dans ses écrits : cela signifie qu’aucune information n’a pu être récoltée sur lui avant 1891, et après 1914. Les historiens le considèrent comme un « porte-parole » de l'industrie de la boîte de conserve.

## Un industriel
Sur la page de titre de son traité, Auguste Corthay se présente comme un « ex-officier de bouche de S.M. le roi d’Italie ». La période où il occupait cette charge n’est pas précisée : on peut seulement en conclure que son départ est antérieur à 1891, date de parution du traité. Il fabrique des boîtes de conserve comme il l’explique dans la préface : « Depuis longtemps déjà, lorsque j’étais à la cour d’Italie, où j’avais installé un laboratoire pour cette fabrication où tout se faisait, depuis la boîte métallique découpée et montée jusqu’à la soudure finale, je voulais publier ce petit recueil […] ». Sa production semble toutefois restreinte à la cour d’Italie.
Il dirige ensuite une usine de conserves alimentaires à Callosa de Segura, une ville espagnole. Comme pour son expérience précédente, on ne connaît pas ses dates d’activités. Comme cette usine n’est pas mentionnée dans le traité, il semble qu’il n’exerce pas son activité en 1891. Corthay dirige cette usine en 1884 : des informations sont données dans Le journal des confiseurs-pâtissiers à l’occasion de la nécrologie de sa femme. Sa production tourne autour des conserves de fruits, comme mentionné dans la publicité de ce même journal.

## Un inventeur
Auguste Corthay a publié trois brevets, le premier en Espagne et les deux derniers en France auprès de l’ONPI. Pour ces deux derniers, Corthay produit un argumentaire à la fois dans les brevets et dans les journaux : le point commun est leur application possible dans les usines. Pourtant il ne les exploite pas lui-même : en effet, il ne semble pas travailler dans une usine au début du XXe siècle.
Le premier brevet concerne un processus chimique sur les pommes de terre. Il est enregistré le 5 septembre 1898 sous le titre « Un procedimiento para la extracción del ácido hidrato de amilo de las patatas », qui peut se traduire par « un procédé pour l’extraction de l’acide hydrate d’amyle des pommes de terre ». On ne sait pas s’il s’agit d’une invention de Corthay ou s’il dépose en Espagne un système existant et étant breveté dans un autre pays.
Le deuxième brevet déposé par Corthay, délivré le 3 août 1906, est le « dispositif de séchoir-cuiseur-fumoir, pour la préparation des conserves de poissons ». Il en fait la promotion dans de nombreux articles de La Conserve alimentaire en 1906. Ce n’est pas une invention de Corthay, puisqu’il importe un système norvégien, pays qui a le monopole dans l’industrie du poisson fumé. Son objectif est d’implanter une nouvelle industrie en France. Corthay a appris les techniques du séchage du poisson grâce à un ingénieur norvégien, à qui il a enseigné en retour les techniques pour faire de la confiture. Il y a un transfert technique entre ces deux pays, par l’intermédiaire de praticiens.
Le troisième brevet porte sur un « nouveau procédé de traitement des viandes pour effectuer la préparation des extraits ». Corthay souhaite remplacer le système développé par Liebig en 1862, qui selon lui a un rendement trop faible et produit trop de déchets, ce qui implique une perte financière importante pour les industriels. Il propose donc une rationalisation du temps et des manipulations, ainsi qu’un meilleur rendement et une diminution des déchets. Contrairement au précédant brevet, Corthay est l’inventeur de ce procédé, qu’il expérimente dans une usine à Ouaco en Nouvelle-Calédonie.

## Un écrivain technique
Corthay sort en 1891 La Conserve alimentaire. Traité pratique de fabrication, produit d’une vingtaine d’années d’expérience, comme précisé dans sa préface. Corthay revendique l’exhaustivité concernant la fabrication des conserves industrielles, ce que n’ont pas les autres traités selon lui. De plus, il place son traité dans la lignée des grands auteurs culinaires comme Urbain Dubois, Marie-Antoine Carême et Nicolas Appert. Ce traité semble avoir connu un certain succès, puisqu’il y a eu des rééditions, dont la quatrième date de 1902, seulement une dizaine d’années après la première parution ; des traductions en espagnol et une non autorisée en anglais ; ainsi que des citations dans d’autres journaux techniques comme Le journal des confiseurs-pâtissiers. De plus, cet ouvrage remporte deux prix, l’un en 1893, l’autre en 1894, dans un concours de l’exposition culinaire et de l’alimentation, organisée par la Société des Cuisiniers français. Toutefois rien ne permet de savoir si les lecteurs sont des professionnels de la fabrication des conserves ou non, et si ce qui est indiqué dans le traité est réellement utilisé en usines ou non.

## Un rédacteur en chef
Auguste Corthay est le fondateur, le directeur, le gérant et le rédacteur en chef de La Conserve alimentaire : bulletin mensuel de vulgarisation théorique et pratique de fabrication. Ce mensuel est publié de janvier 1903 à juillet 1914. C’est une revue professionnelle consacrée à la conservation des aliments, en particulier grâce aux boîtes de conserve. Corthay fonde ce journal pour compléter son traité de 1891, pour une durée initiale de trois ans, mais il paraît en réalité pendant douze ans. La fin de publication est brutale et coïncide avec l’entrée en guerre de la France, en juillet 1914.
Auguste Corthay se présente dans ce journal comme un praticien, un ouvrier et non comme un intellectuel : « ouvrier, nous avons été, ouvrier nous sommes et ouvrier nous resterons ». Il met en avant son expérience passée pour justifier sa légitimité à traiter du sujet de la conserve. Il se présente également comme un vulgarisateur, bien que les propos du journal ne soient pas accessibles à un public ignorant tout du domaine des conserves. 